# 독립서점

## 한국의 독립서점

### 정의

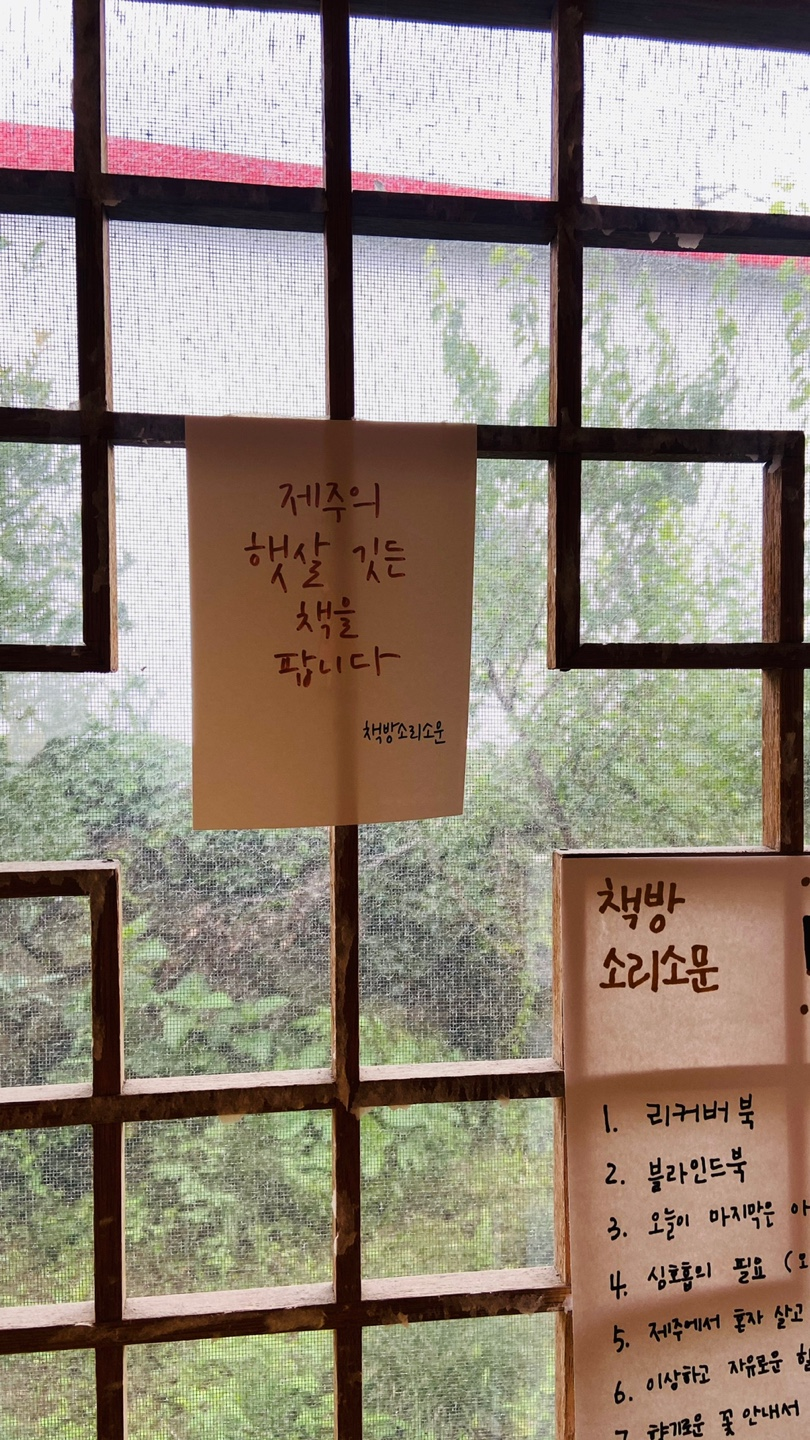
제주도, 책방 소리소문

독립서점은 대규모 자본이나 큰 유통망에 의지하지 않고 서점 주인의 취향대로 꾸며진 작은 서점을 의미한다. 서점 주인의 취향이 구비하는 도서의 기준이 되다보니 서점별로 특정 영역에 특화한 경우가 많다. 일반적으로 독립 서점은 하나의 실제 상점으로만 구성되지만 일부 다중 상점 형태를 취하는 독립 서점이 존재한다. 서점 외에 다른 부서가 있는 대기업이 소유하는 체인 서점과 대조될 수 있다. 독립서점은 기존 서점에서 사용하는 한국십진분류표(KDC)를 기준으로 서가를 구분하지 않는다는 특징과 기성 출판사가 아닌 소규모 출판사에서 출판한 독립출판서적도 판매한다.

### 활성화
온라인 서점의 성장과 미디어 매체를 통한 콘텐츠 소비 가 커지면서 오프라인 서점이 점점 사라지고 있으나 , 2000년 대 후반을 시작으로 대형서점과 차별화된 특징을 가진 독립서점은 계속 늘어나고 있다. 코로나 불황 속에서도 5년 사이 독립서점 개체수가 6배로 늘었다.

## 사회적 역할

#### 상품 다양화
모든 독립서점에서는 수익 창출과 서적 판매를 도와줄 수 있는 방식으로 음료 또는 소품을 판매한다 구매한 서적을 . 읽을 수 있는 공간을 제공하고 음료와 다과를 판매하며 부가적인 수익을 창출한다. 또한 책과 어울리는 문구류와 제품을 함께 디스플레이하면서 고객들에게 풍부한 콘텐츠를 제공한다.

#### 복합문화공간으로서의 역할
책과 관련된 워크숍, 강연, 모임 등 주최하고 색다른 경험을 제공하고자 한다. 작가와의 만남, 북 토크 콘서트 등이 있다.

#### 관광객 유입
독립서점을 찾아 다니는 감성 여행 수요가 높아지고 있다. 지역마다 다른 매력을 어필하는 독립서점들로 관광객의 유입이 늘고 있다.

## 미디어에서의 묘사

### TV
날씨가 좋으면 찾아가겠어요 (드라마) : 남자주인공의 일터로 묘사
같이 펀딩 (예능) : 소모임 배경 장소로 제시
비움과 채움 북유럽 (예능) : 배우 정소민이 찾아가는 서점으로 제시

### 영화
다큐멘터리 영화인 Indies Under Fire (2006)와 Paperback Dreams (2008)는 새로운 경제에서 미국 독립 서점이 직면 한 어려움을 제시했다.
영화 You 've Got Mail (1998)에서 체인점과 독립 소매점 간의 경쟁을 다뤘다.

## 전국의 다양한 독립서점들
- 당인리책발전소
- 책방 소리소문
- 후란서가
- 스토리지북앤필름

## 해외의 독립서점

### 미국
American Booksellers Association에 따르면 미국 독립 서점의 수는 2009년 1651개에서 2015년 2227개로 35% 증가했다. Ryan Raffaelli 교수의 하버드 경영 대학원 연구에 따르면 이러한 증가는 지역 구매 운동과 흥미로운 책 큐 레이션의 성공에 기인한다.
대표 : 시티라이트서점(샌프란시스코)

### 프랑스
파리 마레 지구의 취향 좋은 서점 ofr paris :  타인의 취향 - 오에프알(ofr)

## 참고 문헌
2019 이유진, 오창섭, 한국디자인학회 - 2016년 이후 독립서점의 차별화 전략 (논문)